# 弗拉迪米爾·達里達
弗拉迪米爾·達里達（捷克語：Vladimír Darida，1990年8月8日—）是捷克的一位足球運動員。在場上司職中場。現效力于希臘足球超級聯賽球隊阿里斯。他曾代表捷克國家足球隊參加賽事，擔任國家隊長。

## 生平
柏林赫塔在2015-16賽季之前從降級的弗赖堡簽下了達里達，費用未公開。他獲得了6號球衣。
2021年7月，捷克國家足球隊隊長達里達宣布從國家隊退役，他在一份聲明中說：“現在，我想花更多的時間陪伴家人和年幼的兒子。”

## 榮譽

### 球會
比爾森勝利
- 捷克足球甲级联赛冠軍：2010–11、2012–13賽季
- 捷克盃冠軍：2009–10賽季
- 捷克超級盃冠軍：2011年

### 國家隊
捷克
- 中國盃季軍：2018年[3]

### 個人
- 捷克足球先生：2017年

## 外部連結
- Soccerway資料庫：弗拉迪米爾·達里達